# Скруп, Томас, 10-й барон Скруп из Болтона
Томас Скруп (англ. Thomas Scrope; 1567 — 2 сентября 1609, Лангар, Ноттингемшир, Королевство Англия) — английский аристократ, 10-й барон Скруп из Болтона с 1592 года, кавалер ордена Подвязки. При жизни отца заседал в Палате общин как представитель Камберленда (1584—1586, 1588—1593).

## Биография
Томас Скруп принадлежал к аристократическому роду, представители которого владели обширными землями на севере Англии с центром в Болтоне (Йоркшир), а с 1371 года — баронским титулом. Томас был старшим сыном Генри Скрупа, 9-го барона Скрупа из Болтона, и его жены Маргарет Говард. Он родился в 1567 году. В 1584—1586 и 1589—1593 годах Томас заседал в Палате общин как рыцарь, представлявший графство Камберленд. В 1592 году, после смерти отца, он унаследовал семейные владения, а позже занял своё место в Палате лордов. С 1593 года Скруп был управляющим английских западных марок. В 1599 году он стал кавалером ордена Подвязки.
В 1584 году Скруп женился на Филадельфии Кэри — дочери Генри Кэри, 1-го барона Хансдона (двоюродного брата королевы Елизаветы I), и Энн Морган. В этом браке родился один сын — Эмануэль, 11-й барон Скруп из Болтона и 1-й граф Сандерленд.